# 2010: Das Jahr, in dem wir Kontakt aufnehmen
2010: Das Jahr, in dem wir Kontakt aufnehmen (Originaltitel 2010: The Year We Make Contact) ist ein Science-Fiction-Film aus dem Jahr 1984. Er ist die Fortsetzung von 2001: Odyssee im Weltraum von Stanley Kubrick aus dem Jahr 1968. Mit dem Autor der Romanvorlage, Arthur C. Clarke, schrieb Peter Hyams das Drehbuch und übernahm Regie, Produktion und Kamera. Kinostart des Films war in Deutschland der 22. Februar 1985.

## Handlung
Im Jahr 2010 herrscht noch immer der Kalte Krieg zwischen den Staaten des Ostblocks, angeführt von der UdSSR, und den Staaten der NATO, angeführt von den USA. Die politische Lage ist angespannt und droht zu eskalieren, wodurch ein dritter Weltkrieg ausgelöst werden könnte, der wahrscheinlich das Ende der Menschheit auf der Erde bedeuten würde.
Neun Jahre nachdem die Erde den Kontakt zum US-amerikanischen Raumschiff Discovery verloren hat, bereiten die Vereinigten Staaten und die Sowjetunion jeweils bemannte Flüge zum Jupiter vor, um den dort befindlichen Monolithen zu erkunden und die Ereignisse auf der Discovery zu ergründen. Dr. Heywood Floyd wird von einem sowjetischen Funktionär darauf hingewiesen, dass die Umlaufbahn der Discovery um den Jupitermond Io instabil geworden ist und die Discovery 2, das neu geplante Raumschiff der Amerikaner nicht rechtzeitig fertiggestellt sein wird, um sie noch vor ihrem Absturz zu erreichen. Das neue sowjetische Raumschiff ist dagegen bereits fertiggestellt und steht kurz vor dem Start. Die Russen wissen aber nicht, was der Besatzung der Discovery seinerzeit widerfuhr. Sie möchten daher die eigene Crew bei dieser Mission nicht unnötig gefährden. Außerdem sind sie sich der Tatsache bewusst, dass das Betreten der Discovery durch ihre Besatzung die diplomatischen Beziehungen zu den USA weiter verschlimmern würde und sie wissen auch, dass ihre IT-Fachleute nicht in der Lage sein werden, den Bordcomputer der Discovery, HAL 9000, ohne Weiteres zu reaktivieren. Außerdem sind ihre Computersysteme mit jenen der Discovery nicht ohne Weiteres kompatibel. Das Politbüro wünscht sich daher, dass drei Amerikaner sich der Crew des nach Alexei Leonow benannten sowjetischen Raumschiffs anschließen sollen, um gemeinsam zu ergründen, was seinerzeit mit und in der Discovery und ihrer Crew passierte.
Ein hoher Funktionär der UdSSR nimmt Kontakt mit Dr. Heywood Floyd, der seinerzeit für die ursprüngliche Mission der Discovery verantwortlich war, auf. Dieser schafft es durch seine Beziehungen tatsächlich, die US-Regierung von dieser Mission zu überzeugen. Er begibt sich mit Dr. Walter Curnow, einem Experten für alle Systeme der Discovery, und Dr. Richard Chandra, dem Chefentwickler und geistigen Vater der Supercomputer-Modellreihe 9000, zu der auch der SAL 9000 und eben der HAL 9000 gehören, auf diese Mission.
Vor dem Hintergrund eines auf der Erde eskalierenden Kalten Krieges ist das Verhältnis zwischen den beiden Mannschaften zunächst eher kühl, was sich jedoch im Laufe der Zusammenarbeit ändert. In der Nähe des Jupiters angekommen, sendet die Leonov eine unbemannte Sonde zum Mond Europa, in dessen Eis die Besatzung der Leonov zuvor Spuren von Chlorophyll gefunden hat. Bevor die Sonde jedoch dort landen kann, ereignet sich eine Energieentladung, die sowohl die Sonde als auch die Aufzeichnungen auf der Leonov über diese Entdeckung vernichtet.
Nachdem die Leonov – nach einer Atmosphärenbremsung beim Vorbeiflug am Jupiter – in der Nähe der verlassenen, aber augenscheinlich unbeschädigten Discovery in der Umlaufbahn von Io angekommen ist, betreten Dr. Curnow und Maxim Brajlovsky das unkontrolliert treibende Schiff. Sie können die Systeme des Schiffs reaktivieren, und beide Raumschiffe begeben sich in die Nähe des Monolithen bei einem der Lagrange-Punkte von Jupiter und Io. Anschließend bricht Maxim mit einer bemannten Sonde dorthin auf. Als er sich dem Monolithen auf wenige Meter genähert hat, kommt es zu einer erneuten Energieentladung, die Max’ Sonde trifft und ihn verschwinden lässt.
In der Zwischenzeit arbeitet Chandra daran, den HAL-9000-Supercomputer zu reaktivieren. Der Bordcomputer besitzt daraufhin wieder die weitgehende Kontrolle über das Raumschiff, das ohne ihn nicht funktionsfähig ist. HAL hatte, bis zu seiner Abschaltung durch David Bowman, der danach das Schiff in Richtung Monolith verließ, die ursprüngliche Besatzung bis auf David Bowman schrittweise getötet. Daher beschließt Dr. Floyd, für den Notfall vorzusorgen. Er lässt von Curnow heimlich einen Mechanismus einbauen, mit dem er per Fernbedienung HALs Stromversorgung unterbrechen kann. HAL verhält sich jedoch unauffällig und Dr. Chandra findet bald die Ursache für dessen Fehlfunktion. Auf Anweisung des Nationalen Sicherheitsrates war HAL angewiesen worden, den wahren Zweck der ursprünglichen Jupitermission vor der Besatzung geheim zu halten. Er sollte sie auch bezüglich des Monolithen belügen. Dies hatte zu einem Konflikt mit HALs grundlegender Programmierung geführt, der offenen, präzisen und unverfälschten Verarbeitung und Wiedergabe von Informationen. Sein Handeln wird von Chandra als eine Art „Nervenzusammenbruch“ erklärt, der ihn schließlich dazu trieb, die Besatzung als einzig erreichbare Ursache des Konflikts zu beseitigen, um sie so nicht belügen zu müssen.
Auf der Erde ist die politische Situation mittlerweile weiter eskaliert. Da die Discovery als wieder voll funktionstüchtig gilt, wird die gemeinsame Mission ab sofort für beendet erklärt und die Mitglieder der beiden Mannschaften werden aufgefordert, sich auf ihre jeweiligen Schiffe zurückzuziehen. Kurz darauf übermittelt HAL auf der Discovery eine dringende Botschaft an Dr. Floyd, der zufolge die Menschen das Jupitersystem innerhalb von spätestens 48 Stunden (im Buch: zwei Wochen) verlassen müssten. Nach dem Absender befragt, gibt HAL an, dass dieser sich gegenüber seinem Kommunikationssystem mit den Worten „Ich war David Bowman“ identifiziert hat. Als Floyd einen Beweis für diese Behauptung einfordert, erscheint ihm die Gestalt Bowmans und wiederholt eindringlich die Aufforderung. Auf die Frage, was passieren werde, antwortet die Bowman-Erscheinung nur: „Etwas Wundervolles.“
Von der Ernsthaftigkeit dieser Warnung überzeugt, begibt sich Floyd auf die Leonov, um mit deren Kommandantin Tanya Kirbuk einen Fluchtstart lange vor den Startfenstern für einen langsamen Rückflug der beiden Raumschiffe zur Erde zu diskutieren. Er schlägt vor, die beiden Raumschiffe aneinanderzukoppeln, um dann mit der Discovery vollen Schub zu geben, bis deren Treibstoff restlos verbraucht ist. Anschließend wird die Verbindung gekappt und die Discovery wie eine ausgebrannte Raketenstufe abgeworfen, während die Leonov alleine den Heimflug zur Erde antritt. Durch den zusätzlichen Startschub wäre sie in der Lage, trotz des ungünstigen Zeitfensters ihr Ziel zu erreichen.
Zunächst ist Tanya sehr skeptisch, sich gegen die Befehle ihrer Regierung zu stellen, doch als während ihrer Diskussion der Monolith plötzlich verschwindet, ist auch sie bereit, die Warnung ernst zu nehmen.
Während die beiden Besatzungen den gemeinsamen Fluchtstart vorbereiten, entdecken sie, dass der Monolith sich in der Atmosphäre des Jupiters exponentiell vermehrt. HAL möchte gemäß seiner wissenschaftlichen Programmierung die Startvorbereitungen unterbrechen, um dieses für ihn interessante Phänomen zu studieren. Da Floyd und Curnow HAL nach wie vor nicht vollständig vertrauen, war zuvor beschlossen worden, den Computer im Unklaren über die Beweggründe der plötzlichen Planungsänderung, die zudem höchstwahrscheinlich die Zerstörung der Discovery und damit auch von HAL beinhaltet, zu lassen. Als HAL erneut auf einen Startabbruch drängt, offenbart ihm Chandra schließlich die wahren Gründe für den vorzeitigen Start und das Risiko der Zerstörung der Discovery. Jedoch ist HAL dieses Mal bereit, sich zu opfern, um die Leonov und ihre Besatzung zu retten.
Chandra drückt Dr. Floyd den von ihm gefundenen Sprengsatz aus der Energieversorgung von HAL in die Hand. Er hatte ihn gefunden und demontiert, da er fest an HAL glaubt.
Während die Besatzung auf der fliehenden Leonov beobachtet, wie Jupiter unter dem Einfluss der Monolithen schrumpft und schließlich zu einem neuen Stern implodiert, erhält HAL von David Bowman den Befehl, eine letzte Botschaft zur Erde zu senden:

“All these worlds are yours – except Europa. Attempt no landing there. Use them together. Use them in peace.”

„All diese Welten sind euer – außer Europa. Versucht nicht, dort zu landen. Nutzt sie gemeinsam. Nutzt sie in Frieden.“

Alternativer deutscher Subtext aus der TV-Version: „Alle diese Welten könnt ihr erobern – nur nicht den Jupitermond Europa. Versucht niemals, dort zu landen. Nutzt sie gemeinsam. Nutzt sie in Frieden“
Unter dem Eindruck dieser Ereignisse beenden die Großmächte auf der Erde ihre Konflikte. Unter der Wärme der nun neu entstandenen zweiten Sonne beginnt die vereiste Oberfläche Europas aufzutauen, und im Laufe der danach vergehenden Zeit bildet sich Leben auf dem ehemaligen Jupitermond. Der Film endet mit einem Ausblick auf eine Sumpflandschaft, in deren Mitte ein neuer schwarzer Monolith zu sehen ist, als Vorahnung auf die Möglichkeit, dass sich auf Europa, ähnlich wie seinerzeit auf der Erde, irgendwann auch intelligentes Leben entwickeln wird.

## Entstehung
| Figur              | Darsteller    | Deutscher Sprecher |
| ------------------ | ------------- | ------------------ |
| Dr. Heywood Floyd  | Roy Scheider  | Hellmut Lange      |
| Dr. Walter Curnow  | John Lithgow  | Jürgen Kluckert    |
| Tanya Kirbuk       | Helen Mirren  | Sonja Deutsch      |
| Dr. R. Chandra     | Bob Balaban   | Lutz Mackensy      |
| Maxim Brajlovsky   | Elya Baskin   | Detlef Bierstedt   |
| Caroline Floyd     | Madolyn Smith | Traudel Haas       |
| David Bowman       | Keir Dullea   | Herbert Stass      |
| Dimitri Moisevitch | Dana Elcar    | Wolfgang Völz      |
| HALs Stimme        | Douglas Rain  | Peter Schiff       |

Nach dem Erfolg von 2001 sowohl als Buch als auch als Film schrieb Arthur C. Clarke im Jahr 1982 die Fortsetzung Odyssee 2010. Diesen Roman verfilmte Peter Hyams im Jahr 1984, wobei er die Vorlage kürzte und einige Themen nicht aufgriff. Ähnlich wie bei 2001 arbeitete Clarke während der Entstehungsphase des Filmprojekts eng mit Hyams zusammen – wenn auch nicht ganz so eng wie zuvor mit Kubrick. Da sich Clarke die beschwerliche Reise und einen längeren Aufenthalt in den Vereinigten Staaten gesundheitlich nicht mehr zumuten wollte, nutzten die beiden Autoren einen Vorläufer moderner E-Mail-Systeme, indem sie per Datenfernübertragung via Modem asynchron auf den Computer des jeweils anderen zugriffen und so zwischen Colombo und Los Angeles kommunizierten. Clarke verwendete hierfür einen Computer von Kaypro. Eine bearbeitete Fassung dieses Dialogs wurde unter dem Titel The Odyssey File veröffentlicht.
Das Design der Leonov stammt vom Industriedesigner Syd Mead. Deren Kommandeurin heißt „Kirbuk“, beziehungsweise rückwärts gesprochen Kubri(c)k. Im Pflegeheim von Bowmans Mutter sind kurz auf der Titelseite eines Time Magazines das US-amerikanische sowie das sowjetische Staatsoberhaupt zu sehen. Hierfür wurden Porträts von Arthur C. Clarke und Stanley Kubrick verwendet. In der Widescreen-Fassung des Films hat Arthur C. Clarke einen Cameo-Auftritt: Vor dem Weißen Haus füttert er als alter Mann Tauben. In der deutschen Synchronfassung wird die Länge der Discovery fälschlich mit 2 Kilometern angegeben. Im Original sind es 800 Fuß, also etwa 243 Meter.
Die weiteren Fortsetzungen Clarkes aus den Jahren 1988 (2061 – Odyssee III) und 1997 (3001 – Die letzte Odyssee) wurden bisher nicht verfilmt.

## Rezeption
2010 erhielt ein verhaltenes Presseecho, was sich auch in den Auswertungen US-amerikanischer Aggregatoren widerspiegelt. So erfasst Rotten Tomatoes mehrheitlich wohlwollende Besprechungen und ordnet den Film dementsprechend als „Frisch“ ein. Laut Metacritic fallen die Bewertungen im Mittel „Durchwachsen oder Durchschnittlich“ aus.
Sämtliche Kritiken kamen zum Schluss, dass dieser Film nicht annähernd an seinen Vorgänger heranreichen kann. Im Gegensatz zum mystischen 2001 gilt 2010 als solider Science-Fiction-Film, in dem eher zwischenmenschliche und politische Konflikte betrachtet werden – so der Gegensatz zwischen den USA und der Sowjetunion, von deren Fortexistenz der Film noch ausging. Gelobt werden die darstellerischen Leistungen von Roy Scheider und Helen Mirren.
Der Fischer Film Almanach 1986 bemängelte insbesondere, dass das, was Kubrick bewusst offen und dunkel gelassen habe, nun „totinterpretiert“ werde.
Im Jahr 1985 gab es fünf Nominierungen für den Oscar in den Kategorien Bestes Szenenbild (Albert Brenner, Rick Simpson), Bestes Kostümdesign (Patricia Norris), Beste visuelle Effekte (Richard Edlund, Neil Krepela, George Jenson, Mark Stetson), Bestes Make-up (Michael Westmore) und Bester Ton (Michael J. Kohut, Aaron Rochin, Carlos Delarios, Gene S. Cantamessa).
Der Film wurde mit dem Hugo Award (Best Dramatic Presentation) ausgezeichnet.

## Unterschiede zur Romanfassung
Wie schon bei seinem ersten Odyssee-Roman hat der Buchautor auch bei seiner Fortsetzung erneut eng mit dem Regisseur zusammengearbeitet. Bislang ungeklärt ist, warum der Regisseur des Films sich erneut von der Buchvorlage entfernt hat. Im Roman gibt es noch eine konkurrierende chinesische Mission zum Jupiter, deren Raumschiff Tsien nach der Landung auf dem Mond Europa von einer Lebensform zerstört wird, welche – vom Licht des Raumschiffes angelockt – durch ein zum Betanken des Schiffs in den Eispanzer des Mondes geschlagenes Loch hervorkommt und am Schiff emporwächst. Auch gibt es keine bemannte Mission zum Monolithen, sodass Maxim im Roman nicht stirbt. Außerdem ist im Film die Beziehung zwischen Russen und US-Amerikanern deutlich distanzierter als im Roman und entspricht eher dem damaligen Klima des Kalten Krieges. Rezeptionisten gehen davon aus, das Hyams aber auf Elemente eines Actionfilmes bewusst verzichten wollte, weil die interstellare Botschaft des Monolithen für ihn im Vordergrund stand.